# 六堵
六堵是台灣基隆市七堵區的一個地名，位於基隆河南岸，其範圍大致與六堵里相近。六堵地區北半部為平地，被基隆河三面環繞，獨留南半部為崎嶇山區，多為農田及茶園。

## 歷史
六堵在清末至日治初期名為六堵庄，屬石碇堡下之五堵區轄。1920年（大正九年），日本人實施地方行政改制，六堵歸新制七堵庄管轄，並改六堵大字，戰後改制為六堵村，後隨七堵鄉改隸基隆市，並更名為六堵里。
1960年（民國49年），政府擇沿河之平地開發六堵工業區，1965年（民國54年）全部完工，區內標準廠房、道路、排水系統及水電設備等齊全，並新建給水廠及污水處理廠等，堪稱現代化之工業區。

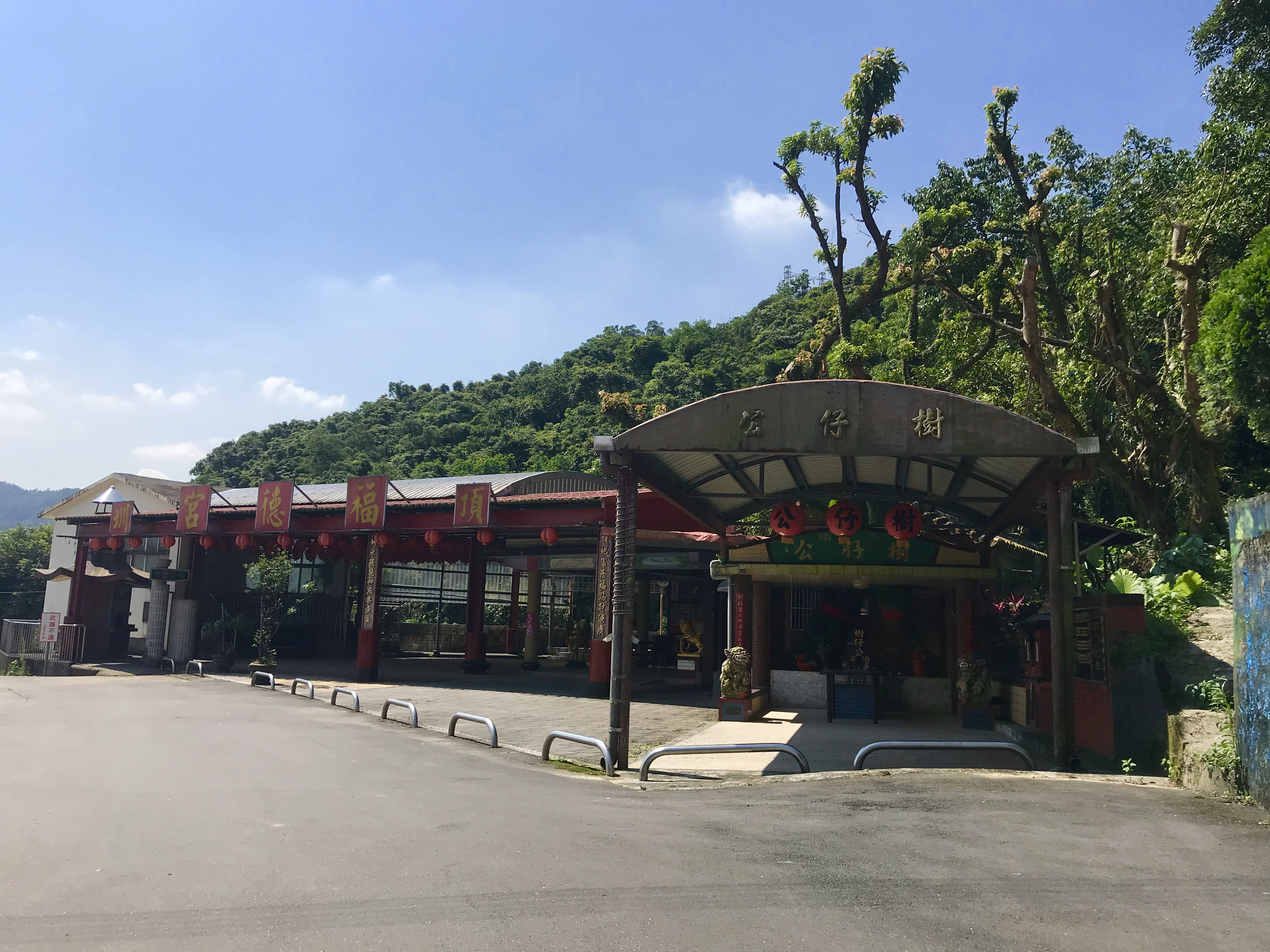
頂圳福德宮

## 交通
六堵有縱貫公路、縱貫鐵路沿山區闢建，附近有百福車站，可通往基隆市區及臺北市，又工業區沿岸有五福、六合、七賢三座橋樑，對外交通極為方便。

## 廟宇
- 代天府（王爺）
- 頂圳福德宮（土地祠）
- 下圳福德宮（土地祠）
- 嶺頭福德宮（土地祠）